# Hobapromea cleta
Hobapromea cleta är en fjärilsart som beskrevs av Turner 1940. Hobapromea cleta ingår i släktet Hobapromea och familjen björnspinnare. Inga underarter finns listade i Catalogue of Life.